# Kölüs Lajos
Kölüs Lajos (Sarkad, 1951.) magyar író, közgazdász, szociológus.
1975-ben közgazdász, majd 1980-ban szociológus diplomát szerzett. 2008-ban elvégezte a Magyar Író Akadémia szépíró mesterkurzusát, mentora Kukorelly Endre volt. Versei és prózai munkái megjelentek a Magyar Napló, Parnasszus, Ring Magazin, Kalligram, Irodalmi Centrifuga, Ambroozia, Új Dunatáj  oldalain és felületein, képzőművészeti írásai pedig az Irodalmi Jelen és az Irodalmi Centrifuga online kiadványokban.
Tagja az Erlin Páholy és a FILTER csoport nevű irodalmi műhelyeknek. Önálló verskötete Mustármag és levendula címmel jelent meg 2011-ben  a Parnasszus Kiadónál. 2016-ban novellás kötete jelent meg Ma nálad alszom címmel.

## Kötetei
- Mustármag és levendula; Tipp Cult, Bp., 2011 (Parnasszus könyvek Új vizeken)
- Ma nálad alszom. Novellák; Tipp Cult, Bp., 2016 (Parnasszus könyvek P-pro)